# ینی‌یول، آق‌سو
ینی‌یول (به لاتین: Jany-Jol, Aksy) یک روستا در قرقیزستان است که در استان جلال‌آباد واقع شده‌است.

## خصوصیات
ینی‌یول  ۲٬۶۴۴ نفر جمعیت دارد و ۸۵۰ متر بالاتر از سطح دریا واقع شده‌است.